# Andy Fickman
Andy Fickman ist ein US-amerikanischer Regisseur, Filmproduzent und Drehbuchautor.

## Leben und Wirken
Fickman tritt seit 2002 als Regisseur von Komödien in Erscheinung. Er arbeitet für das Kino wie Fernsehen gleichermaßen. Gelegentlich ist er auch als Produzent und Ausführender Produzent tätig. Häufiger arbeitet er mit dem Schauspieler Kevin James zusammen.
Er wurde für Kifferwahn für den Grand Special Prize nominiert und gewann ebenfalls 2005 für denselben Film den Première Award. Er ist Absolvent der Texas Tech University und Mitglied der Studentenverbindung Sigma Phi Epsilon.

## Filmografie

### Regisseur
- 2002: American Angels (Who’s Your Daddy?)
- 2005: Kifferwahn (Reefer Madness: The Movie Musical, Fernsehfilm)
- 2006: She’s the Man – Voll mein Typ! (She’s the Man)
- 2007: Daddy ohne Plan (The Game Plan)
- 2007: Aliens in America (Fernsehserie, Episode 1x08)
- 2009: Die Jagd zum magischen Berg (Race to Witch Mountain)
- 2010: Du schon wieder (You Again)
- 2011: Hellcats (Fernsehserie, Episode 1x18)
- 2012: Die Bestimmer – Kinder haften für ihre Eltern (Parental Guidance)
- 2013–2016: Liv und Maddie (Liv and Maddie, Fernsehserie, 32 Episoden)
- 2015: Der Kaufhaus Cop 2 (Paul Blart: Mall Cop 2)
- 2015: Austin & Ally (Fernsehserie, Episode 4x15)
- 2016: Odd Couple (Fernsehserie, Episode 2x11)
- 2016–2018: Kevin Can Wait (Fernsehserie, 48 Episoden)
- 2019: Nick für ungut (No Good Nick, Fernsehserie, 4 Episoden)
- 2019: Chaos auf der Feuerwache (Playing with Fire)
- 2021: The Crew (Fernsehserie, 10 Episoden)
- 2021: Weihnachten … Schon wieder?! (Christmas…Again?!, Fernsehfilm)
- 2022: Heathers: The Musical
- 2023: Emmas Herz (One True Loves)
- 2023: Don’t Turn Out the Lights
- 2024–2025: Die neuen Zauberer vom Waverly Place (Wizards Beyond Waverly Place, Fernsehserie, 5 Episoden)

### Filmproduzent
- 2010: Du schon wieder (You Again)
- 2012: Jewtopia
- 2015: Scouts vs. Zombies – Handbuch zur Zombie-Apokalypse (Scouts Guide to the Zombie Apocalypse)
- 2022: Heathers: The Musical
- 2023: Emmas Herz (One True Loves)
- 2023: Don’t Turn Out the Lights

### Drehbuchautor
- 2002: American Angels (Who’s Your Daddy?)
- 2023: Don’t Turn Out the Lights